# 姚星吳
姚星吳，浙江承宣佈政使司餘杭縣人。明朝解元、政治人物。

## 生平
明神宗萬曆三十四年（1606年），姚星吳中式丙午科浙江鄉試第一名舉人（解元）。歷工部主事。